# 栃木県道174号南小林松原線

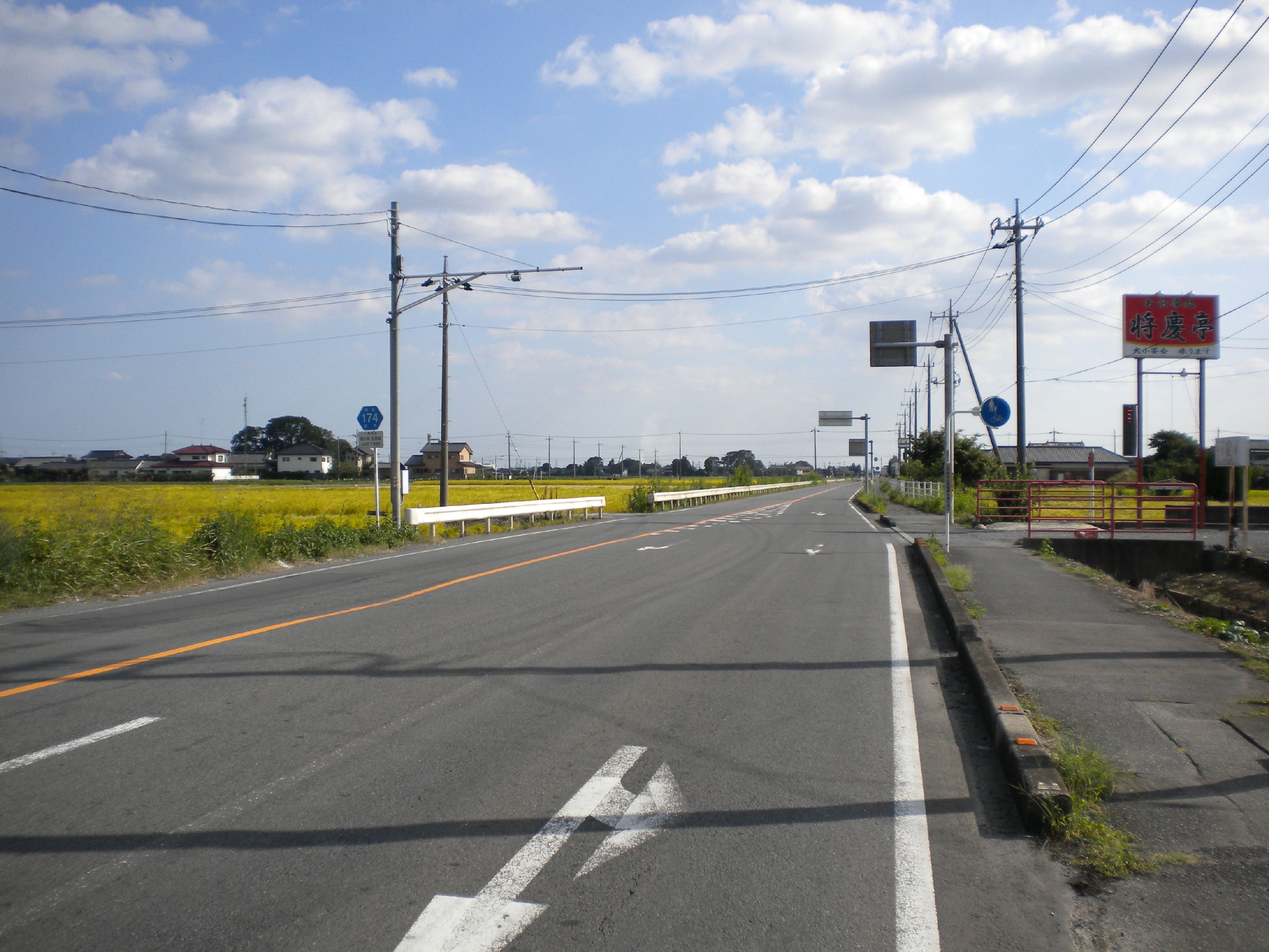
小山市下河原田（起点）付近

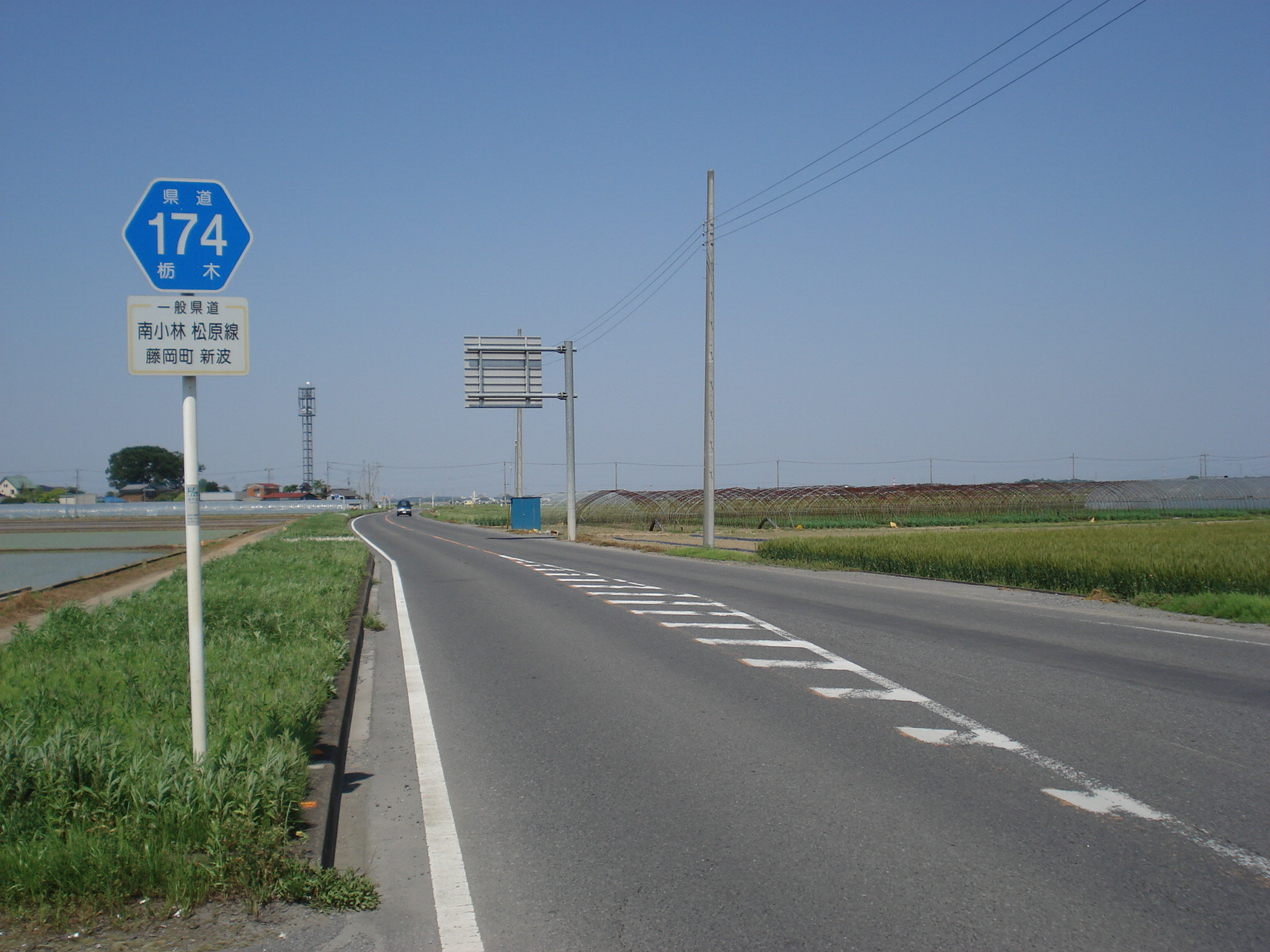
栃木市藤岡町新波付近

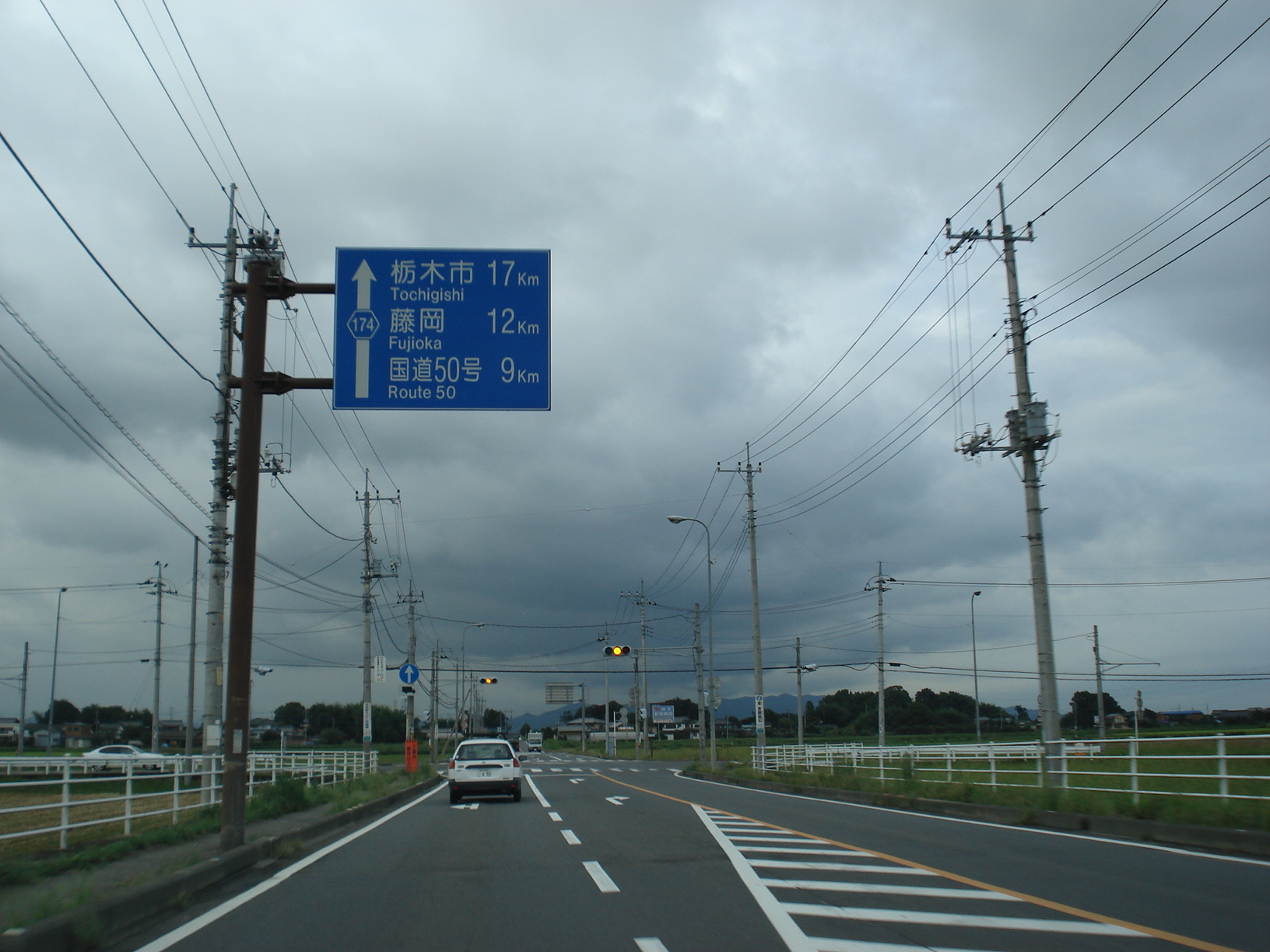
小山市下生井付近

栃木県道174号南小林松原線（とちぎけんどう174ごう みなみおばやしまつばらせん）は、栃木県小山市から下都賀郡野木町に至る一般県道である。

## 概要
小山市西部の中地区から巴波川に沿って南下し、思川を越えて野木町中心街に至る路線である。起点では栃木市方面へ向かう栃木県道153号南小林栃木線が接続しており、本路線と合わせて栃木市 - 野木町間の最短ルートとしての利用ができる。
路線名の「松原」とは、野木町大字友沼にある小字名であり、以前は国道4号線の松原交差点が本道の終点であった。旧道は小山市大字白鳥付近から現道と分かれて松原方面へ向かっており、このルートには以前は潜り橋である旧松原橋が思川に架かっていた。1996年（平成8年）10月にこの旧道の北東側に建設された松原大橋が開通し、新道が友沼交差点に直接接続したため、現在は線名に松原の名が残るものの松原は経由しない路線となった。

## 路線データ
- 総延長：9.595km
- 実延長：8.706km
- 起点：栃木県小山市大字下河原田（下河原田立体交差 = 国道50号、栃木県道153号南小林栃木線交点）
- 終点：栃木県下都賀郡野木町大字友沼（友沼交差点 = 国道4号交点）
- 認定：1961年（昭和36年）4月1日

## 通過する自治体
- 栃木県
  - 小山市 - 栃木市 - 小山市 - 下都賀郡野木町

## 交差する道路
- 栃木県道160号和泉間々田線（小山市大字中里 - 寒川：重複区間）
- 栃木県道50号藤岡乙女線（栃木市藤岡町新波・新波十字路交差点）
- 栃木県道173号萩島白鳥線（小山市大字下生井）

## 沿線施設
- 小山市役所寒川出張所